# Мансур, Джойс
Джойс Мансур, урождённая Джойс Патрисия Адес (25 июля 1928, Bowden — 27 августа 1986, Париж) — поэтесса-сюрреалистка, автор 16 сборников стихов, а также ряда важных прозаических и театральных произведений.

## Биография
Мансур родилась в Боудене в Англии, в семье сирийских евреев родом из Алеппо. Она прожила в Чешире месяц, прежде чем её родители перевезли семью в Каир, Египет. В юности Мансур преуспела в беге и прыжках в высоту. Она также участвовала в конных соревнованиях.
Мансур впервые познакомилась с парижским сюрреализмом, ещё живя в Каире. Она переехала в Париж в 1953 году в возрасте 20 лет. В 1947 году её первый брак в возрасте 19 лет продлился шесть месяцев из-за смерти мужа. Её второй брак был заключён с Самиром Мансуром в 1949 году, и они периодически жили то в Каире, то в Париже. Мансур начала писать по-французски.
Она умерла от рака в Париже в 1986 году.

## Карьера
Первый опубликованный сборник стихов Мансур под названием «Крис» был опубликован в Париже в 1953 году Пьером Сегерсом. В этом сборнике работ мужская и женская анатомия описана явным языком, что было необычно для того времени. Также в её стихах присутствовал религиозный язык. Однако в них Христос заменяется возлюбленным. В «Крис» также присутствуют отсылки к египетской мифологии. Мансур ссылается на Белую Богиню, а также на Хатхор.
В 1954 году Джойс Мансур присоединилась к сюрреалистическому движению после того, как Жан-Луи Бедуэн написал рецензию, восхваляющую «Крис» в «Медиуме: Сюрреалистическая коммуникация». Джойс Мансур активно участвовала во второй волне сюрреализма в Париже. Её квартира была популярным местом встреч членов сюрреалистской группы. В квартире Мансур состоялся спектакль Жана Бенуа «Исполнение завещания маркиза де Сада». 
Она сотрудничала с такими художниками, как Пьер Алешинский, Энрико Бай, Ханс Беллмер, Херардо Чавес, Хорхе Камачо, Тед Джоанс, Пьер Молинье, Рейнхуд д’Хезе и Макс Вальтер Сванберг.

## Произведения

### Поэзия
- « Cris», Ed. Seghers, París, 1953
- « Déchirures», Les Éditions de Minuit, París, 1955
- « Rapaces», Ed. Seghers, París, 1960
- « Carré blanc», Le Soleil Noir, París, 1966
- « Les Damnations», Ed. Visat, París, 1967
- « Phallus et momies», Éd. Daily Bul, 1969
- « Astres et désastres», 1969
- « Anvil Flowers», 1970
- « Prédelle Alechinsky à la ligne», 1973
- « Pandemonium», 1976
- « Faire signe au machiniste», 1977
- « Sens interdits», 1979
- « Le Grand Jamais», 1981
- « Jasmin d'hiver», 1982
- « Flammes immobiles», 1985
- « Trous noirs», Ed. La pierre d'Alun, Bruxelles, 1986 (иллюстрировано перуанским художником Херардо Чавесом[исп.])
- Emerald Wounds: Selected Poems, опубликовано City Lights Books. 7/11/2023. ISBN 9780872869011.

### Проза
- « Les Gisants satisfaits», Jean-Jacques Pauvert[англ.], París, 1958
- « Jules César», Éd. Pierre Seghers, París, 1956
- « Le Bleu des fonds», Le Soleil Noir, París, 1968
- « Ça», Le Soleil Noir, París, 1970
- « Histoires nocives», Gallimard, París, 1973